# کیسوکه ماتسوموتو
کیسوکه ماتسوموتو (انگلیسی: Keisuke Matsumoto؛ زادهٔ ۱۷ ژوئن ۱۹۸۸) بازیکن فوتبال اهل ژاپن است.